# 一元党

蒙得维的亚一元党流放者的旗帜（支持“国防政府”），在1852年之前用作船舶上的商旗。

一元党（西班牙語：Partido Unitario），又译集权党，是一个自由主义的阿根廷政党，认为拉普拉塔联合省需要一个中央集权政府。

## 思想

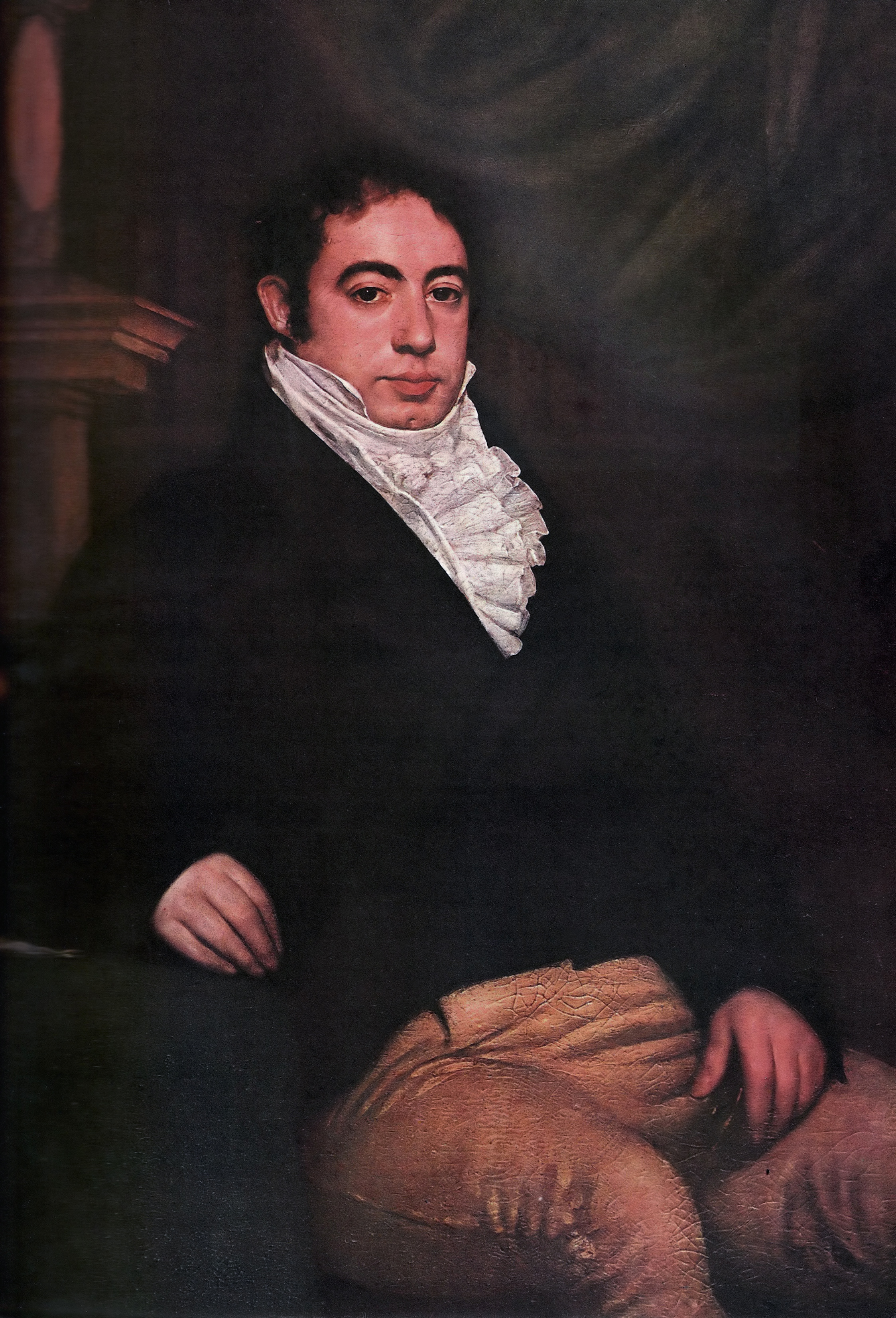
贝纳迪诺·里瓦达维亚，阿根廷总统，单一制的推动者。

一元派从独立时期的集权主义和拿破仑法国时期出现的集中式模型派生出来，并认为国家预先存在的省份，而这些是拥有很少的自主权的内部划分。
这个团体主要由布宜诺斯艾利斯和其他省会城市的精英组成的团体，即上层阶级、知识分子、军人等。这个团体在农村人口中没有影响力，反而是考迪罗政治说教更为敏感。
一元思想在1824年制宪会议期间作为一个政党出现，试图组织一个国家政府。一元派计划布宜诺斯艾利斯成为该国的中心，因为布市拥有最大的经济资源和也是政府职能准备最充分的城市。对于一元派者来说，最合乎逻辑的是在布宜诺斯艾利斯建立一个国家政府来做出决定，而省级政府服从这个决定。“unitarios”这个名字来自于1826年宪法中写的“统一政权”（en unidad de régimen），这个也总结了单一制思想的基本假设。这使一元党与联邦制的捍卫者发生冲突。

蒙得维的亚一元党流放者的阿根廷国旗。在1852年之前一直用作船上的战旗。

在经济方面，一元派捍卫自由主义和自由貿易作为进步方向。他们想通过创建一家发行纸币和承包贷款的银行来实现金融体系的现代化，提议中央政府处置所有经济资源，包含各省的资源。例如，在里瓦达维亚担任总统期间，省际海关被废除，矿藏被国有化，从而剥夺了各省的这些收入来源。
一元派的理想是在不考虑传统主义和保守主义倾向的情况下促进国家的进步，为此他们遇到了神职人员、考迪罗和大多数省长的强烈反对，认为自己的政治影响力受到威胁。这些人引导着农村人口的不满，反对一元派提出的改革。一元派和联邦派之间的权力纠纷最后不得不在各地的地区斗争中以武力解决，最终在1828-31年的战争中结束。

## 历史

### 背景
随着五月革命的发起，西班牙殖民当局消失，在布宜诺斯艾利斯的拉普拉塔旧总督辖区成立了一个中央集权政府。这个国家政府与何塞·赫瓦西奥·阿蒂加斯及其盟友的考迪罗所指挥的自由人民联盟联邦化倾向发生冲突。
1820年，阿蒂加斯和他的盟友击败了以最高主任何塞·朗多为首的国民政府。于是总督时期的旧市政府取得了自治，组成十三个省。布宜诺斯艾利斯省是资源最多的省，由于不必用其资源来支持国家政府，因此迅速繁荣起来。与此同时，在各省组织新的联邦制国家政府的压力越来越大，来尊重各省的自治权。

### 在政府中
1824年，十三省派代表参加全国代表大会，决定设立一个由总统领导的行政机关。贝纳迪诺·里瓦达维亚被推选出来，他是一元党的代表人物。
里瓦达维亚和他的思想家同行试图强加单一制，并成功地让国会起草了一部对各省自治施加限制的宪法，也就是后来的1826年宪法。但各省省长都拒绝承认1826年集权宪法，并引发了一场危机，而这场危机因巴西帝国东岸邦问题而宣战而加剧。
与巴西的战争促使建立了国家军队，但各省拒绝为其提供帮助，特别是在拉马德里德将军使用一些特遣队推翻图库曼省政府之后。这一件事和其他措施，包括布宜诺斯艾利斯首都化，降低了里瓦达维亚的信誉。
最后，他的使者曼努埃尔·何塞·加西亚与巴西签署了一项不利的和平协议后，里瓦达维亚被迫辞职。
1827年，曼努埃尔·多雷戈成为布宜诺斯艾利斯省的省长，各省再次宣布自治。

### 1828-1831间年的内战

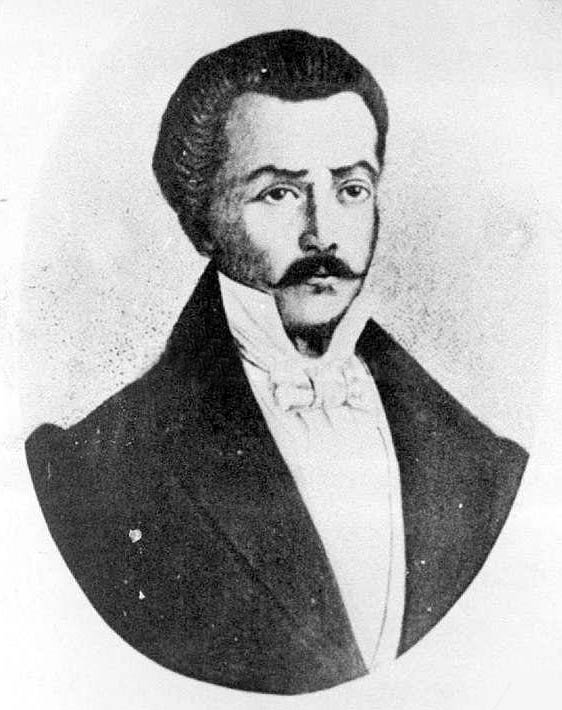
弗朗西斯科·纳西索·德·拉普里达。1816年宣布独立的议会主席。多年后，他加入了一元党，导致了他的死亡。

负责阿根廷所有省份对外关系的多雷戈被阻止继续与巴西的战争，签署和平协议并接受东岸邦独立。一元党的重要人物利用了军队高层对这种和平方式的不满，在1828年12月挑起革命，导致多雷戈省长战败并被处决。拉瓦列将军在一次非常不正规的选举后被宣布就任布宜诺斯艾利斯省长，并不得不面对联邦方面省份民兵的骚扰。由何塞·玛丽亚·帕斯将军指挥的其他起义军控制了科尔多瓦省，而北部省份则宣称自己支持一元派这一方。他们在所有这些省份之间组成一个联盟，来应对由联邦党控制的省份。
联邦党和一元党之间的战争于1831年以后者的失败而告终。 布宜诺斯艾利斯军队的领队，胡安·曼努埃尔·德·罗萨斯被推选为省长，而各省重新恢复自治。

### 衰落
1835年，布宜諾斯艾利斯的联邦派省长胡安·曼努埃尔·德·罗萨斯拥有了“公共权力叠加”（suma del poder público）。随后一元党开始衰落，因为其主要人物移民到邻国。虽然各省是自治的，但没有布宜诺斯艾利斯那样拥有那么多的资源。因此罗萨斯设法强加了其他省份的省长对他的依赖并镇压了异见人士。逃亡的一元派者与罗萨斯的联邦派反对者加上37时代的年轻人联合起来反对罗萨斯，并密谋阿根廷19世纪上半叶的内战。
罗萨斯实际上统一了十三个省，形成了由他领导的阿根廷邦联，尽管他的名义职位是布宜诺斯艾利斯省长。为了保持这种团结，他镇压持不同政见者，并指责所有反对者都是“一元派”人士，尽可能简化反对者之间存在的分歧。
随着时间的推移，一元党的人物失去了影响力，因为流放剥夺了他们所有的政治机会。37时代的年轻人也没有同情这些人，因为他们认为一元派代表了一个已经过去的时代。
邦联内部发生的叛乱和战争并非受到一元思想的启发，而是受到反罗斯主义和建立一个拥有基于联邦制的民族国家的愿望所驱动，这将使布宜诺斯艾利斯的优越资源得以与各省共享，尊重省份自治。这些理想在一元派军队失败后在1831年的联邦条约中得到了保证。但对罗萨斯来说，阿根廷邦联是一个适当的政治体系，不应修改。
最后，恩特雷里奥斯省省长胡斯托·何塞·德·乌尔基萨宣布反对罗萨斯，取消了“消灭集权野蛮人”（Mueran los salvajes unitarios，由罗萨斯提出）的口号，并以“消灭国家机构的敌人”（Mueran los enemigos de la organización nacional）取代。
1852年2月3日，在卡塞罗斯战役中，乌尔基萨与老一元党政治家、巴西、乌拉圭的红党和联合军队结盟并击败了胡安·曼努埃尔·德·罗萨斯。
在那次战斗中，罗萨斯放弃了战斗，在英国领事的家寻求庇护后，最后流亡至英格兰。
罗萨斯战败后，1853年各省代表大会起草了国家宪法，并宣布阿根廷为联邦共和国。

## 象征
正如联邦党所拥有的标志，一元党他也有旗帜，花结（escarapela）和盾牌。
他们使用一个很淡蓝色和白色（在一元党之间高蹈派诗人称为“cándido”），特别的红色是不被允许的（唯一的例外是盾牌上的弗里吉亚帽）。尽管反对红色，一元党还是与乌拉圭东岸国的红党结成了联盟。一元派的另一种象征色是绿色。
一元派的标志甚至到了胡须上，他们要么剃掉胡须留下小鬓角，要么不同八字胡将胡须留成U形。

## 注解
1. ↑  在独立宣言中称为南美洲联合省，后来在19世纪中期成为阿根廷共和国
2. ↑  历史学家费利克斯·卢纳坚持认为，这也是各省后来将阿根廷对外关系的管理权委托给布宜诺斯艾利斯省长的原因之一。[3]
3. ↑  里瓦达维亚将法馬蒂納山脈矿山国有化，而法昆多·基罗加（英语：Facundo Quiroga）作为股东参与其中的挖掘。这件事使这位考迪罗反抗里瓦达维亚团体。
4. ↑  神职人员对里瓦达维亚旨在在阿根廷建立礼拜自由的宗教改革感到非常不安。萨尔米恩托的报道中称，牧师卡斯特罗·巴罗斯（英语：Pedro Ignacio de Castro Barros）“煽动民众反对里瓦达维亚和改革的热情，并为像基罗加和其他被他称为马加比人的强盗拓宽了道路。”[5]